# Biomecatrônica
A biomecatrônica é o ramo de convergência entre a mecatrônica e a biomecânica, sendo que a aplicação mais comum é o uso de próteses com movimentos automatizados. Esse ramo pode ainda conter elementos de compensação funcional, do ponto de vista médico, esse ramo de aplicação tecnológica visa suprir insuficiências de órgãos não sadios.